# Ulrich Greiner (Literaturkritiker)

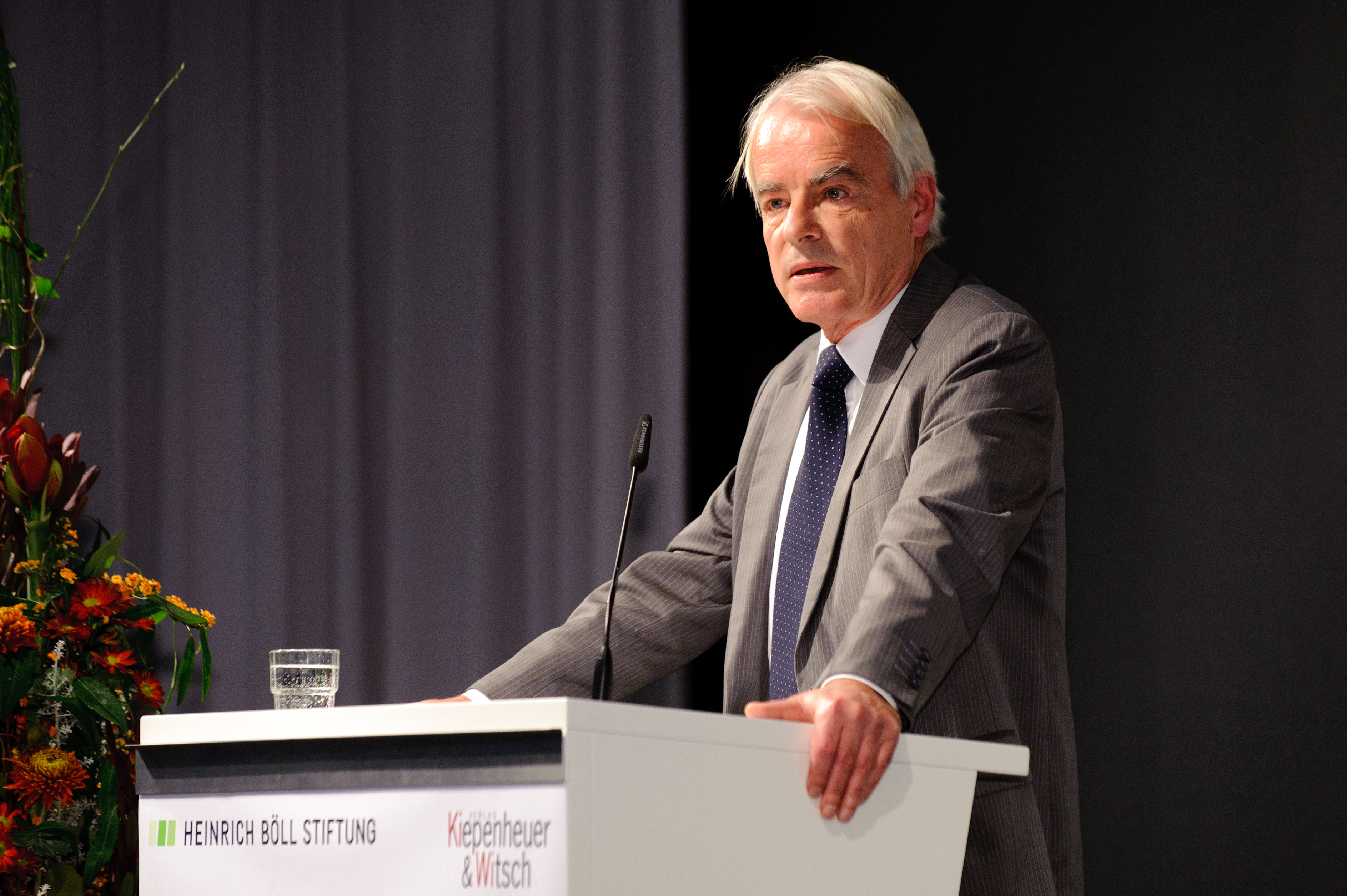
Ulrich Greiner (2010)

Ulrich Greiner (* 19. September 1945 in Offenbach am Main) ist ein deutscher Journalist und Literaturkritiker.

## Leben und Wirken
Ulrich Greiner studierte nach seinem Abitur am Heinrich-von-Gagern-Gymnasium in Frankfurt am Main an den Universitäten in Frankfurt am Main und Tübingen Germanistik, Philosophie und Politikwissenschaft. Er wurde gefördert vom Cusanuswerk. Nach seinem Staatsexamen für das höhere Lehramt war er von 1970 bis 1980 Feuilletonredakteur der Frankfurter Allgemeinen Zeitung (FAZ), ab 1974 im Literaturressort der FAZ. 1980 wechselte Greiner zum Feuilleton der Zeit. Von 1986 bis 1995 war er Feuilletonchef der Zeit, von 1998 bis März 2009 verantwortlicher Redakteur des Ressorts Literatur in der Zeit. Anschließend war er Kulturreporter und Herausgeber des Magazins ZeitLiteratur.
Greiner lehrte als Gastprofessor in Hamburg, Essen, St. Louis und 2005 in Göttingen. Er ist Mitglied des PEN-Zentrums Deutschland und seit 2005 der Freien Akademie der Künste in Hamburg, der er von 2011 bis 2020 als Präsident vorstand. 2008 und 2009 hatte Greiner den Vorsitz in der Jury zur Vergabe des Preises der Leipziger Buchmesse. Er ist Gastautor der Achse des Guten. Greiner ist verheiratet mit Irmgard Leinen-Greiner und hat zwei Töchter.
Ein Bewunderer Greiners ist Gustav Seibt.

## Werke

### Monografien
- Der Tod des Nachsommers – Aufsätze, Kritiken, Porträts zur österreichischen Gegenwartsliteratur. Hanser, München / Wien 1979, ISBN 3-446-12837-9.
- Der Stand der Dinge – Kulturkritische Glossen und Essays. Piper, München 1987, ISBN 3-492-10695-1.
- Gelobtes Land – Amerikanische Schriftsteller über Amerika. Rowohlt, Reinbek bei Hamburg 1997, ISBN 3-498-02480-9.
- Mitten im Leben – Literatur und Kritik. Suhrkamp, Frankfurt am Main 2000, ISBN 3-518-39641-2.
- Ulrich Greiners Leseverführer – Eine Gebrauchsanweisung zum Lesen schöner Literatur. C.H. Beck, München 2005, ISBN 3-406-53644-1.
- Ulrich Greiners Lyrikverführer – Eine Gebrauchsanweisung zum Lesen von Gedichten. C.H. Beck, München 2009, ISBN 978-3-406-59069-6.
- Schamverlust – Vom Wandel der Gefühlskultur. Rowohlt, Reinbek bei Hamburg 2014, ISBN 978-3-498-02524-3.
- Das Leben und die Dinge. Alphabetischer Roman. Jung und Jung, Salzburg/Wien 2015, ISBN 978-3-99027-076-9.
- Heimatlos – Bekenntnisse eines Konservativen. Rowohlt, Reinbek bei Hamburg 2017, ISBN 978-3-498-02536-6.
- Dienstboten – Von den Butlern bis zu den Engeln. zu Klampen, Springe 2022, ISBN 978-3-86674-827-9.

### Herausgeber
- Über Wolfgang Koeppen. Suhrkamp, Frankfurt am Main 1976, ISBN 3-518-00864-1.
- Revision – Denker des 20. Jahrhunderts auf dem Prüfstand. Claassen, Hildesheim 1993, ISBN 3-546-00052-8.
- Meine Jahre mit Helmut Kohl. Bollmann, Mannheim 1994, ISBN 3-927901-55-5.
- zusammen mit Elisabeth Eich: Clemens Eich – Gesammelte Werke in zwei Bänden. S. Fischer, Frankfurt am Main 2008, ISBN 978-3-10-017015-6.

## Auszeichnungen
- 2015 wurde Greiner mit dem Tractatus-Preis für philosophische Essayistik ausgezeichnet.